# Miguel España
Miguel España Garcés (* 31. Januar 1964 in Mexiko-Stadt), auch bekannt unter dem Spitznamen Capitán, ist ein mexikanischer Fußballspieler, dessen Stammposition sich im Mittelfeld befand. 

## Biografie

### Verein
Soweit nachvollziehbar, begann España seine Profikarriere in der Saison 1983/84 bei den Pumas de la UNAM, für die er elf Jahre lang tätig war, bevor er über die Tigres de la UANL (Saison 1994/95) zu Santos Laguna kam, bei denen er bis zur Winterpause der Saison 2000/01 unter Vertrag stand, ehe er im Januar 2001 zu den Pumas zurückkehrte.

### Nationalmannschaft
Zwischen 1984 und 1994 kam er insgesamt 78 Mal für die mexikanische Fußballnationalmannschaft zum Einsatz und erzielte dabei zwei Tore. Bei der im eigenen Land ausgetragenen Fußball-Weltmeisterschaft 1986 schaffte er es vom anfänglichen Einwechselspieler (im ersten Spiel gegen Belgien ab der 69. Minute und im zweiten Spiel gegen Paraguay erst ab der 89. Minute) zum Stammspieler, der die letzten drei Partien der Mexikaner über die volle Distanz absolvierte.

## Erfolge
- Mexikanischer Meister: 1990/91 (mit UNAM), Invierno 1996 (mit Santos)